# رود ماین (روسیه)
رود ماین (روسی: Майн) یک رودخانه در ناحیه خودگردان چوکوتکای کشور روسیه است.